# Jean René Lefebvre
Jean René Lefebvre est un homme politique de la Révolution française, né et mort à des dates inconnues.

## Biographie
Homme de loi à Janville (Eure-et-Loir), vice-président du directoire du département, il est député d'Eure-et-Loir de 1791 à 1792, siégeant à gauche.
Son unique intervention à l'Assemblée nationale législative est de demander que les châteaux soient rasés.

## Sources
- « Jean René Lefebvre », dans Adolphe Robert et Gaston Cougny, Dictionnaire des parlementaires français, Edgar Bourloton, 1889-1891 [détail de l’édition]